# United Cup 2025
Pour un article plus général, voir United Cup.
L'United Cup 2025 est la troisième édition de cette compétition mixte de tennis. Dix-huit équipes, composées de 3 joueurs et 3 joueuses, participent à la compétition qui se déroule en une phase de poule puis une phase à élimination directe. Chaque confrontation entre deux pays comporte trois matchs : un en simple dames, un en simple messieurs et un en double mixte.
Le tournoi se déroule en Australie à Perth et Sydney. Il est coorganisé par l'ATP et la WTA et rapporte des points dans les classements correspondants.

## Faits marquants
La Pologne, demi-finaliste en 2023, est à nouveau finaliste comme en 2024 mais ce sont les États-Unis qui s'imposent 2-0. Il s'agit de leur 2e succès après 2023.

## Stades
| \| Sydney Perth \| Localisation des stades. |
| Sydney Perth                                |

| Sydney Perth |

## Primes et points
| Tour          | Points par victoire selon le classement de l'adversaire | Points par victoire selon le classement de l'adversaire | Points par victoire selon le classement de l'adversaire | Points par victoire selon le classement de l'adversaire | Points par victoire selon le classement de l'adversaire | Points par victoire selon le classement de l'adversaire | Points par victoire selon le classement de l'adversaire |
| Tour          | No 1-10                                                 | No 11-20                                                | No 21-30                                                | No 31-50                                                | No 51-100                                               | No 101-250                                              | No 251 ou plus                                          |
| ------------- | ------------------------------------------------------- | ------------------------------------------------------- | ------------------------------------------------------- | ------------------------------------------------------- | ------------------------------------------------------- | ------------------------------------------------------- | ------------------------------------------------------- |
| Finale        | 180                                                     | 140                                                     | 120                                                     | 90                                                      | 60                                                      | 40                                                      | 35                                                      |
| 1/2 finale    | 130                                                     | 105                                                     | 90                                                      | 60                                                      | 40                                                      | 35                                                      | 25                                                      |
| 1/4 de finale | 80                                                      | 65                                                      | 55                                                      | 40                                                      | 35                                                      | 25                                                      | 20                                                      |
| Poules        | 55                                                      | 45                                                      | 40                                                      | 35                                                      | 25                                                      | 20                                                      | 15                                                      |

- Maximum 500 points[2]

## Participants
| 1  | États-Unis  | no 2 WTA     | Victoire      | Michael Russell              | Taylor Fritz            | Coco Gauff             | Denis Kudla            | Danielle Collins      | Robert Galloway        | Desirae Krawczyk           |  |  |
| 2  | Pologne     | no 1 WTA     | Finale        | Mateusz Terczynski           | Hubert Hurkacz          | Iga Świątek            | Kamil Majchrzak        | Maja Chwalińska       | Jan Zieliński          | Alicja Rosolska            |  |  |
| 3  | Grèce       | no 4 ATP     | Poules        | Theodoros Angelinos          | Stéfanos Tsitsipás      | María Sákkari          | Stefanos Sakellaridis  | Déspina Papamichaíl   | Pétros Tsitsipás       | Valentíni Grammatikopoúlou |  |  |
| 4  | Italie      | no 4 WTA     | 1/4 de finale | Renzo Furlan                 | Flavio Cobolli          | Jasmine Paolini        | Matteo Gigante         | Sara Errani           | Andrea Vavassori       | Angelica Moratelli         |  |  |
| 5  | Chine       | no 5 WTA     | 1/4 de finale | Wu Di                        | Zhang Zhizhen           | Gao Xinyu              | Bai Yan                | Zhang Shuai           | Sun Fajing             | -                          |  |  |
| 6  | Royaume-Uni | no 2 Combiné | 1/4 de finale | Alexander Ward               | Billy Harris            | Katie Boulter          | Jan Choinski           | Lily Miyazaki         | Charles Broom          | Olivia Nicholls            |  |  |
|    |             |              |               |                              |                         |                        |                        |                       |                        |                            |  |  |
| 7  | Canada      | no 3 Combiné | Poules        | Félix Auger-Aliassime        | Félix Auger-Aliassime   | Leylah Fernandez       | Liam Draxl             | Stacey Fung           | Benjamin Sigouin       | Ariana Arseneault          |  |  |
| 8  | Tchéquie    | no 1 Combiné | 1/2 finale    | Daniel Vacek                 | Tomáš Macháč            | Karolína Muchová       | Marek Gengel           | Gabriela Knutson      | Patrik Rikl            | Vendula Valdmannová        |  |  |
| 9  | Kazakhstan  | no 3 WTA     | 1/2 finale    | Aleksandr Nedovyesov         | Alexander Shevchenko    | Elena Rybakina         | Dmitry Popko           | Zhibek Kulambayeva    | Aleksandr Nedovyesov   | -                          |  |  |
| 10 | France      | no 5 ATP     | Poules        | Fabrice Martin               | Ugo Humbert             | Chloé Paquet           | Corentin Moutet        | Léolia Jeanjean       | Édouard Roger-Vasselin | Elixane Lechemia           |  |  |
| 11 | Allemagne   | no 1 ATP     | 1/4 de finale | Alexander Zverev Sr.         | Alexander Zverev        | Laura Siegemund        | Daniel Masur           | Lena Papadakis        | Tim Pütz               | Vivian Heisen              |  |  |
| 12 | Australie   | no 3 ATP     | Poules        | Lleyton Hewitt               | Alex de Minaur          | Olivia Gadecki         | Omar Jasika            | Destanee Aiava        | Matthew Ebden          | Ellen Perez                |  |  |
|    |             |              |               |                              |                         |                        |                        |                       |                        |                            |  |  |
| 13 | Brésil      | no 5 Combiné | Poules        | Rafael Paciaroni             | Thiago Monteiro         | Beatriz Haddad Maia    | Gustavo Heide          | Carolina Alves        | Rafael Matos           | Luisa Stefani              |  |  |
| 14 | Espagne     | no 4 Combiné | Poules        | José Antonio Sánchez de Luna | Pablo Carreño Busta     | Jéssica Bouzas Maneiro | Carlos Taberner        | Marina Bassols Ribera | Sergio Martos Gornés   | Yvonne Cavallé Reimers     |  |  |
| 15 | Norvège     | no 2 ATP     | Poules        | Christian Ruud               | Casper Ruud             | Malene Helgø           | Viktor Durasovic       | Ulrikke Eikeri        | -                      | -                          |  |  |
| 16 | Suisse      | no 6 Combiné | Poules        | Sandra Naef                  | Dominic Stricker        | Belinda Bencic         | Rémy Bertola           | Céline Naef           | Jakub Paul             | Conny Perrin               |  |  |
| 17 | Argentine   | no 7 Combiné | Poules        | Horacio de la Peña           | Tomás Martín Etcheverry | Nadia Podoroska        | Thiago Agustín Tirante | María Carlé           | Guido Andreozzi        | -                          |  |  |
| 18 | Croatie     | no 8 Combiné | Poules        | Iva Majoli                   | Borna Ćorić             | Donna Vekić            | Luka Mikrut            | Lucija Ćirić Bagarić  | Ivan Dodig             | Petra Marčinko             |  |  |

## Matchs de poule
Les équipes sont réparties en 6 poules de 3. Chacune des 2 villes accueille 3 poules. Les 3 vainqueurs de chaque poule ainsi que la meilleure deuxième équipe de la ville se qualifie pour les quarts de finale dans la ville.

### Poules Perth
| Rang | Équipe     | V - D | Matchs | Sets   |
| ---- | ---------- | ----- | ------ | ------ |
| 1    | États-Unis | 2 - 0 | 5 - 1  | 11 - 2 |
| 2    | Canada     | 1 - 1 | 3 - 3  | 7 - 7  |
| 3    | Croatie    | 0 - 2 | 1 - 5  | 2 - 11 |

|  | Équipe 1 | Score | Équipe 2 |  |
|  | Canada   | 2 – 1 | Croatie  |  |

|  | Équipe 1   | Score | Équipe 2 |  |
|  | États-Unis | 2 – 1 | Canada   |  |

|  | Équipe 1   | Score | Équipe 2 |  |
|  | États-Unis | 3 – 0 | Croatie  |  |

| Rang | Équipe     | V - D | Matchs | Sets   |
| ---- | ---------- | ----- | ------ | ------ |
| 1    | Kazakhstan | 2 - 0 | 5 - 1  | 10 - 4 |
| 2    | Grèce      | 1 - 1 | 2 - 4  | 5 - 10 |
| 3    | Espagne    | 0 - 2 | 2 - 4  | 7 - 8  |

|  | Équipe 1   | Score | Équipe 2 |  |
|  | Kazakhstan | 2 – 1 | Espagne  |  |

|  | Équipe 1 | Score | Équipe 2 |  |
|  | Grèce    | 2 – 1 | Espagne  |  |

|  | Équipe 1 | Score | Équipe 2   |  |
|  | Grèce    | 0 – 3 | Kazakhstan |  |

| Rang | Équipe    | V - D | Matchs | Sets   |
| ---- | --------- | ----- | ------ | ------ |
| 1    | Allemagne | 2 - 0 | 5 - 1  | 11 - 4 |
| 2    | Chine     | 1 - 1 | 4 - 2  | 9 - 6  |
| 3    | Brésil    | 0 - 2 | 0 - 6  | 2 - 12 |

|  | Équipe 1 | Score | Équipe 2 |  |
|  | Chine    | 3 – 0 | Brésil   |  |

|  | Équipe 1  | Score | Équipe 2 |  |
|  | Allemagne | 3 – 0 | Brésil   |  |

|  | Équipe 1 | Score | Équipe 2  |  |
|  | Chine    | 1 – 2 | Allemagne |  |

### Poules Sydney
| Rang | Équipe   | V - D | Matchs | Sets  |
| ---- | -------- | ----- | ------ | ----- |
| 1    | Pologne  | 2 - 0 | 4 - 2  | 9 - 5 |
| 2    | Tchéquie | 1 - 1 | 3 - 3  | 7 - 7 |
| 3    | Norvège  | 0 - 2 | 2 - 4  | 5 - 9 |

|  | Équipe 1 | Score | Équipe 2 |  |
|  | Tchéquie | 2 – 1 | Norvège  |  |

|  | Équipe 1 | Score | Équipe 2 |  |
|  | Pologne  | 2 – 1 | Norvège  |  |

|  | Équipe 1 | Score | Équipe 2 |  |
|  | Pologne  | 2 – 1 | Tchéquie |  |

| Rang | Équipe | V - D | Matchs | Sets   |
| ---- | ------ | ----- | ------ | ------ |
| 1    | Italie | 2 - 0 | 6 - 0  | 12 - 1 |
| 2    | Suisse | 1 - 1 | 2 - 4  | 4 - 8  |
| 3    | France | 0 - 2 | 1 - 5  | 3 - 10 |

|  | Équipe 1 | Score | Équipe 2 |  |
|  | France   | 1 – 2 | Suisse   |  |

|  | Équipe 1 | Score | Équipe 2 |  |
|  | Italie   | 3 – 0 | Suisse   |  |

|  | Équipe 1 | Score | Équipe 2 |  |
|  | Italie   | 3 – 0 | France   |  |

| Rang | Équipe      | V - D | Matchs | Sets  |
| ---- | ----------- | ----- | ------ | ----- |
| 1    | Royaume-Uni | 1 - 0 | 2 - 1  | 5 - 2 |
| 2    | Argentine   | 1 - 1 | 3 - 3  | 6 - 7 |
| 3    | Australie   | 0 - 1 | 1 - 2  | 2 - 4 |

|  | Équipe 1  | Score | Équipe 2  |  |
|  | Australie | 1 – 2 | Argentine |  |

|  | Équipe 1    | Score | Équipe 2  |  |
|  | Royaume-Uni | 2 – 1 | Argentine |  |

|  | Équipe 1    | Score | Équipe 2  |  |
|  | Royaume-Uni | 1 – 1 | Australie |  |

## Phase finale
|  | Quarts de finale  | Quarts de finale  |            |   | Demi-finales      | Demi-finales      |  |  | Finale            | Finale            |
|  | Quarts de finale  | Quarts de finale  |            |   | Demi-finales      | Demi-finales      |  |  | Finale            | Finale            |
|  |                   |                   |            |   |                   |                   |  |  |                   |                   |
|  | Perth, 1 janvier  | Perth, 1 janvier  |            |   | Sydney, 4 janvier | Sydney, 4 janvier |  |  | Sydney, 5 janvier | Sydney, 5 janvier |
|  | Perth, 1 janvier  | Perth, 1 janvier  |            |   | Sydney, 4 janvier | Sydney, 4 janvier |  |  | Sydney, 5 janvier | Sydney, 5 janvier |
|  | Kazakhstan        | 2                 |            |   | Sydney, 4 janvier | Sydney, 4 janvier |  |  | Sydney, 5 janvier | Sydney, 5 janvier |
|  | Kazakhstan        | 2                 |            |   | Sydney, 4 janvier | Sydney, 4 janvier |  |  | Sydney, 5 janvier | Sydney, 5 janvier |
|  | Allemagne         | 1                 |            |   | Sydney, 4 janvier | Sydney, 4 janvier |  |  | Sydney, 5 janvier | Sydney, 5 janvier |
|  | Allemagne         | 1                 | Kazakhstan | 0 |                   |                   |  |  | Sydney, 5 janvier | Sydney, 5 janvier |
|  | Sydney, 2 janvier |                   | Kazakhstan | 0 |                   |                   |  |  | Sydney, 5 janvier | Sydney, 5 janvier |
|  |                   | Pologne           | 3          |   |                   |                   |  |  | Sydney, 5 janvier | Sydney, 5 janvier |
|  | Pologne           | Pologne           | 3          | 3 |                   |                   |  |  | Sydney, 5 janvier | Sydney, 5 janvier |
|  | Pologne           |                   |            | 3 |                   |                   |  |  | Sydney, 5 janvier | Sydney, 5 janvier |
|  | Royaume-Uni       | 0                 |            |   |                   |                   |  |  | Sydney, 5 janvier | Sydney, 5 janvier |
|  | Royaume-Uni       | 0                 | Pologne    | 0 |                   |                   |  |  |                   |                   |
|  | Perth, 1 janvier  |                   | Pologne    | 0 |                   |                   |  |  |                   |                   |
|  |                   | États-Unis        | 2          |   |                   |                   |  |  |                   |                   |
|  | États-Unis        | États-Unis        | 2          | 3 |                   |                   |  |  |                   |                   |
|  | États-Unis        | Sydney, 4 janvier |            | 3 |                   |                   |  |  |                   |                   |
|  | Chine             | 0                 |            |   |                   |                   |  |  |                   |                   |
|  | Chine             | 0                 | États-Unis | 3 |                   |                   |  |  |                   |                   |
|  | Sydney, 3 janvier |                   | États-Unis | 3 |                   |                   |  |  |                   |                   |
|  |                   | Tchéquie          | 0          |   |                   |                   |  |  |                   |                   |
|  | Italie            | Tchéquie          | 0          | 1 |                   |                   |  |  |                   |                   |
|  | Italie            |                   |            | 1 |                   |                   |  |  |                   |                   |
|  | Tchéquie          | 2                 |            |   |                   |                   |  |  |                   |                   |
|  | Tchéquie          | 2                 |            |   |                   |                   |  |  |                   |                   |

### Quart de finales
|  | Équipe 1   | Score | Équipe 2  |  |
|  | Kazakhstan | 2 – 1 | Allemagne |  |

|  | Équipe 1   | Score | Équipe 2 |  |
|  | États-Unis | 3 – 0 | Chine    |  |

|  | Équipe 1 | Score | Équipe 2    |  |
|  | Pologne  | 3 – 0 | Royaume-Uni |  |

|  | Équipe 1 | Score | Équipe 2 |  |
|  | Italie   | 1 – 2 | Tchéquie |  |

### Demi-finales
|  | Équipe 1   | Score | Équipe 2 |  |
|  | Kazakhstan | 0 – 3 | Pologne  |  |

|  | Équipe 1   | Score | Équipe 2 |  |
|  | États-Unis | 3 – 0 | Tchéquie |  |

### Finale
|  | Équipe 1 | Score | Équipe 2   |  |
|  | Pologne  | 0 – 2 | États-Unis |  |